# Ходжалинська різанина

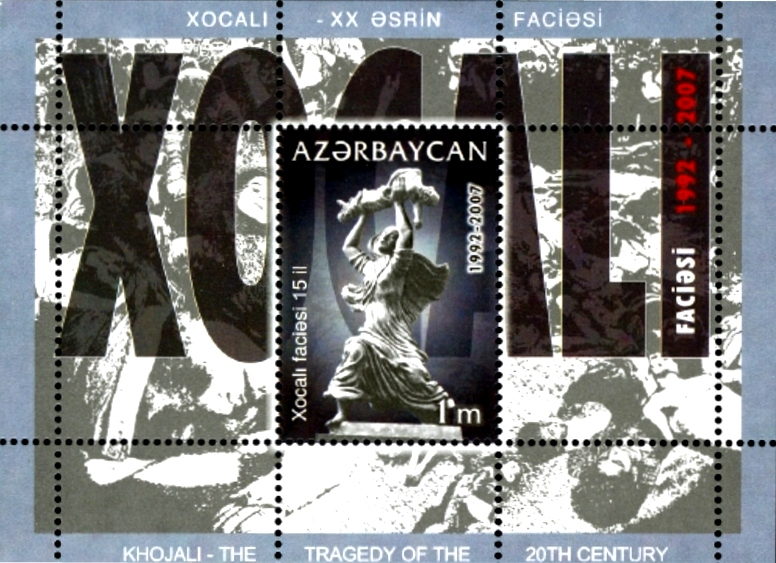
Поштова марка Азербайджану 2007 року

Ходжали́нська різанина також Ходжалинська трагедія (азерб. Xocalı soyqırımı) — вбивство щонайменше 161 особи, переважно мирного населення, азербайджанського походження у міста Ходжали вірменськими збройними формуваннями, яке у низці джерел характеризується як найбільше та найжорстокіше кровопролиття за часів Першої карабаської війни.
В ніч з 25 на 26 лютого 1992 року вірменські збройні формування, за участі деяких військовослужбовців 366-го полку радянської армії, дислокованого у Степанакерті (неймовірно, що росіяни діяли без наказу командування), зайняли місто Ходжали. Під час штурму та після нього було вбито сотні мирних жителів.

## Передісторія
Наступ вірменських збройних формувань на населене азербайджанцями місто Ходжали був зумовлений стратегічним розташуванням міста. Населений пункт знаходиться за 10 км на південний схід від Степанакерту, на гряді Карабаських гір. Через Ходжали проходять дороги Аґдам — Шуша, Аскеран — Степанакерт, тут розташовано аеропорт — єдиний у Нагірному Карабаху, здатний приймати великі літаки.
Починаючи з 1988 року, Ходжали неодноразово ставав епіцентром конфліктів між місцевою та республіканською владою. Вірменська сторона виступала проти того, щоб влада Азербайджану здійснювала там інтенсивне будівництво й розміщувала біженців — азербайджанців і турків-месхетинців, вважаючи це цілеспрямованими діями зі зміни демографічної ситуації у регіоні. Населення селища, яке у 1988 році становило 2135 осіб, до 1991 року збільшилось до 6300 осіб, у тому числі й за рахунок біженців-азербайджанців зі Степанакерту й деяких інших населених пунктів Нагірного Карабаху. У місті також оселились 54 родини турків-месхетинців, які втікали від погромів з Фергани (Узбецька РСР). У 1990 році Ходжали отримав статус міста. Тут розташовувався підрозділ ЗМСП МВС Азербайджану, який з 1990 року контролював аеропорт. Є численні свідчення про насильство та знущання з боку співробітників ЗМСП над пасажирами й пілотами вірменської національності, поки аеропорт ще функціонував. Для забезпечення зайнятості населення, що різко зросло, в місті було розгорнуто будівництво філій найкрупніших промислових підприємств Азербайджану, житлових будівель та інших об'єктів побутового призначення.
З осені 1991 року Ходжали було практично блоковано вірменськими збройними формуваннями, а після виводу внутрішніх військ СРСР з Нагірного Карабаху встановилась повна блокада. З січня 1992 року у Ходжали не подавалась електроенергія. Частина жителів залишила блоковане місто, однак повної евакуації мирного населення, незважаючи на наполягання глави азербайджанської виконавчої влади Ходжали Е. Мамедова, організовано не було.
У Ходжали не було телефонного зв'язку, електрики, опалення, водопровідної води. З жовтня 1991 року єдиним засобом сполучення із зовнішнім світом стали вертольоти. До 13 лютого 1992 року, коли було здійснено останній рейс вертольоту до Ходжали, звідти загалом евакуювали менше 300 жителів.
Керівником оборони міста був Аліф Гаджиєв. Під його керівництвом Ходжали протримався кілька місяців.
Російський правозахисний центр «Меморіал», який провів власне розслідування обставин трагедії, стверджує, що до початку штурму в місті перебувало від 2 до 4 тис. жителів, включаючи декілька сотень захисників міста: «Ходжали захищали ополченці, співробітники ЗМСП МВС Азербайджанської Республіки й солдати Національної Армії Азербайджану. За інформацією, отриманою з обох сторін, в місті знаходились 3 одиниці бронетехніки, а також установка „Алазань“. За твердженням вірменської сторони, у Ходжали знаходились також 2 реактивні установки залпового вогню „Град“».
Упродовж зимових місяців 1991-92 років Ходжали перебував під постійним артилерійським обстрілом. В основному обстріли здійснювались вночі. Міжнародна правозахисна організація «Human Rights Watch» зібрала свідчення біженців, які вказують, що деякі обстріли мали невпорядкований характер чи були прямо направлені на цивільні об'єкти, що призводило до жертв серед мирного населення.

## Штурм Ходжали
Близько 11 години вночі 25 лютого 1992 року розпочався артилерійський обстріл Ходжали, а з 1 ночі до 4 ранку наступного дня піхотні загони входили до міста, придушивши останній осередок захисників Ходжали до 7 ранку.
Деякі джерела також вказують на те, що наступу на Ходжали було вжито у річницю подій у Сумгаїті й він міг розглядатись як свого роду акт помсти.
Частина населення невдовзі після початку штурму стала залишати Ходжали, намагаючись піти у бік Агдаму.
За повідомленням «Меморіалу», «в результаті обстрілу міста невстановлена кількість мирних жителів загинула на території Ходжали під час штурму. Вірменська сторона практично відмовилась надати інформацію про кількість загиблих таким чином людей».
За даними «Human Rights Watch», яка також провела власне розслідування трагедії, по ЗМСПу та жителям міста, що відходили, вірменами та військовослужбовцями 366-го полку СНД було відкрито вогонь у полі поблизу села Нахічеваник, яке тоді перебувало під контролем вірменів.

### Дані про кількість жертв
За офіційними даними розслідування, здійсненого азербайджанським парламентом, в результаті цієї трагедії загинуло (включаючи тих, хто замерз дорогою) 485 осіб. На думку Тома де Ваала, ці дані найбільш достовірні.
Окрім тих, хто зазнав вогнепальних поранень, десятки людей загинули від холоду й обмороження у лісах. Понад тисячу жителів Ходжали було взято у полон, серед них і кілька десятків турків-месхетинців, біженців із Середньої Азії. За офіційними даними азербайджанської влади, в результаті цієї трагедії загинуло 613 людей, з них: дітей — 63,

жінок — 106,

Похилого віку — 70 чоловік,

8 родин знищено цілком,

25 дітей втратили обох батьків,

130 дітей втратили одного з батьків,

Поранено — 487 осіб, з них,

дітей — 76,

Побували у заручниках — 1275 осіб,

Зникло безвісти — 150 осіб

### Дані про кількість заручників
Як повідомляє «Меморіал», до 28 березня 1992 року азербайджанській стороні було передано понад 700 полонених жителів Ходжали, затриманих як у самому місті, так і дорогою до Агдама. Основну масу серед них становили жінки й діти.

## Реакція на події

### Реакція Аяза Муталібова
У інтерв'ю «Независимой газеті» за 2 квітня 1992 року до того часу відставний президент Азербайджану Аяз Муталібов поклав відповідальність за злочин на неназвані сили, що домагались його відставки. На думку Томаса де Ваала таким чином він намагався применшити свою роль у неспроможності захистити місто.
У інтерв'ю 2006 року Муталібов спростував твердження про те, що він звинувачував у тому, що сталось, азербайджанську сторону.

### Реакція вірменської сторони
За повідомленням «Меморіалу» «Верховна Рада НКР виступила із заявою, де висловила жаль з приводу жорстокості під час захоплення Ходжали. Однак жодних спроб розслідування злочинів, пов'язаних із цими подіями, вжито не було. Офіційні посадові особи не заперечували, що під час захоплення Ходжали могли мати місце звірства, оскільки серед членів вірменських збройних загонів були озлоблені люди, чиї родичі були убиті азербайджанцями, а також особи з кримінальним минулим».
За даними азербайджанських ЗМІ, деякі вірменські правозахисники публічно вибачались перед азербайджанцями за різню у Ходжали.

### Міжнародно-правова оцінка й реакція

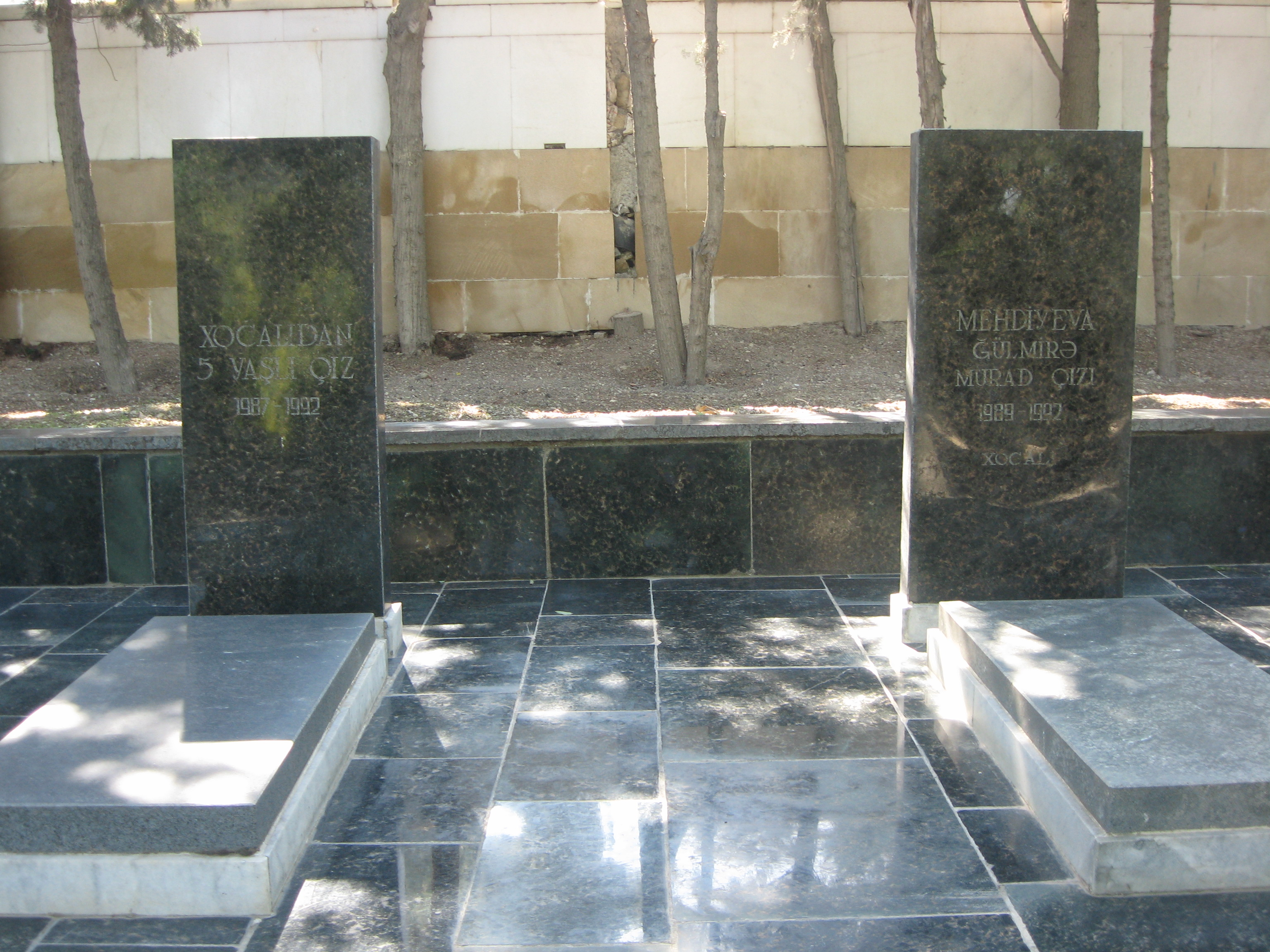
Могили трирічної Гюльміри Мехтієвої та п'ятирічної дівчинки із Ходжали на Алеї Шехідів у Баку

У письмовій декларації № 324, члени Парламентської асамблеї Ради Європи (ПАРЄ) з Албанії, Азербайджану, Болгарії, Великої Британії, Люксембургу, Македонії, Норвегії й Туреччини, заявили, що «26 лютого 1992 року, вірмени вирізали населення Ходжали й цілком знищили місто» та звернулись до Асамблеї із закликом визнати різню у Ходжали частиною «геноциду, що проводився вірменами проти азербайджанського населення». Парламентська асамблея Організації Ісламської конференції ухвалила документ, відповідно до якого парламентам 51 держави рекомендовано визнати Ходжалинську трагедію злочином проти людства.

## Наслідки
Ходжалинська різанина стала найбільшою, відповідно до даних Human Rights Watch, й найжорстокішою на думку Тома де Ваала бійнею у конфлікті навколо Нагірного Карабаху .
26 лютого 2007 року Міллі Меджліс Азербайджану одностайно прийняв звернення до міжнародних організацій, парламентів та урядів країн світу із закликом визнати Ходжалинську трагедію актом геноциду проти азербайджанського народу, однак досі жодна держава чи міжнародна організація не прийняла такого рішення.
Щороку у багатьох країнах світу проходять заходи, присвячені Ходжалинській різні.